# Streganzsee-Dahme
Das Naturschutzgebiet Streganzsee-Dahme liegt auf dem Gebiet der Gemeinde Heidesee und der Stadt Märkisch Buchholz im Landkreis Dahme-Spreewald in Brandenburg. Es gehört zum Naturpark Dahme-Heideseen.
Das Gebiet mit der Kenn-Nummer 1214 wurde mit Verordnung vom 29. Juli 1999 unter Naturschutz gestellt. Das rund 433 ha große Naturschutzgebiet, das auch den südlichen Teil des Streganzer Sees umfasst, erstreckt sich nördlich der Kernstadt Märkisch Buchholz und südlich des Heideseer Ortsteiles Prieros entlang der Dahme, eines Nebenflusses der Spree. Westlich des Gebietes verläuft die B 179 und südlich die Landesstraße L 74. Etwas westlich erstrecken sich die Naturschutzgebiete Dubrow, Katzenberge und Radeberge.

## Naturschutz

### Natura-2000- und FFH-Gebiet
Das NSG Streganzsee-Dahme ist Teil des kohärenten europäischen ökologischen Netzes besonderer Schutzgebiete Natura 2000. Der Steckbrief des Bundesamtes für Naturschutz (BfN) enthält für das 1.634,98 Hektar umfassende FFH-Gebiet unter der Nummer 3848-306 folgende Charakterisierung:

„Fließtal der Dahme im Mittellaufbereich mit abwechslungsreichen Grünlandflächen, Feucht- und Naßwäldern sowie randlichen Dünenkomplexen mit Heideflächen und Übergangsmooren. Steckbrief FFH-Gebiet Streganzsee-Dahme und Bürgerheide.“

## Flora und Fauna

### Pflanzen
Unter den Lebensraumtypen listet der FFH-Steckbrief folgende Pflanzen- beziehungsweise Waldgesellschaften auf: Übergangs- und Schwingrasenmoore (Natura 2000-Code 7140), Artenreiche Borstgrasrasen (6230), Pfeifengraswiesen (6410), Feuchte Hochstaudenfluren (6430), Moorwälder (91D0), Erlen-Eschen- und Weichholzauenwälder (91E0), Mitteleuropäische Flechten-Kiefernwälder (91T0), Sandheiden mit Besenheide und Ginster auf Binnendünen (2310), Feuchte Heiden mit Glockenheide (4010), Fließgewässer mit flutender Wasservegetation (3260), Offene Grasflächen mit Silbergras und Straußgras auf Binnendünen (2330), Natürliche und naturnahe nährstoffreiche Stillgewässer mit Laichkraut- oder Froschbiss-Gesellschaften (3150) und Subkontinentale basenreiche Sandrasen (6120).

### Tiere
Nach Anhang II der Flora-Fauna-Habitat-Richtlinie und der Verordnung des Landes sind einschließlich ihrer für Fortpflanzung, Ernährung, Wanderung und Überwinterung wichtigen Lebensräume besonders geschützt: unter den Säugetieren der Europäische Biber (Castor fiber) und der Fischotter (Lutra lutra), unter den Amphibien/Reptilien die Rotbauchunke (Bombina bombina) und der Nördliche Kammmolch (Triturus cristatus), unter den Fischen der Rapfen (Aspius aspius) sowie unter den wirbellosen Tieren die Große Moosjungfer (Leucorrhinia pectoralis), der Große Feuerfalter (Lycaena dispar) und die Grüne Flussjungfer (Ophiogomphus cecilia).